# 江奈滋家の食卓
『江奈滋家の食卓』（えなじけのしょくたく）は、2003年1月11日から2011年まで青森放送（RABテレビ）で放送されていたローカルテレビ番組。

## 概要
タイトルの「江奈滋」は「エネルギー」を英語読みした「エナジー」から来ている。内容はドラマを挟み、その合間に環境やエネルギーについての解説を行う。また、留学や研究等で青森県内に在住している外国人をゲストに迎える。
2007年4月放送分から、地上デジタル放送ではハイビジョン放送を開始（アナログ放送ではレターボックスで放送）。
提供スポンサーはリサイクル燃料貯蔵（RFS）、東京電力、日本原子力発電の3社（ただし、CMはRFSのみ放送）。開始当初は内容そのものがコマーシャルだったため、番組内ではコマーシャルが放送されていなかったが、後に一部企業のCMも流れるようになった。営業区域に入っていない青森県の番組スポンサーに東京電力がついているのは、東京電力が青森県内のむつ市や東通村に事業所を展開しており、将来的にはそこに原子力発電所など原子力関連の施設を設置する計画があるためである。このほかにも原子力関連の番組を中心に東北電力と共同で提供する番組が青森県内の放送局で放送されている。（青森朝日放送でネットされている「世界の車窓から」もその1つ。）
2011年3月以降の放送は、東北地方太平洋沖地震（東日本大震災）の報道特別番組や、同地震によって発生した東京電力福島第一原子力発電所の放射能漏れ事故の影響で休止しているが、その後同年6月末に年度内の放送を休止、翌2012年8月に放送を終了をすることが番組公式ホームページで発表された。
その後2013年2月24日の16:30 - 17:00（再放送は同年3月3日の16:45 - 17:15）で『エネルギーの未来と原子燃料サイクル・再処理事業について一緒に考えてみませんか』というタイトルの特別番組を神津カンナ、市川眞一、野坂真理、中島美華の出演（野坂、中島はナビゲーター）で放送した。その後も原子力をテーマにした単発番組やシリーズ番組は放送を継続している。

## 放送時間
- 2003年1月から2009年3月まで - 毎月第2土曜 17:30 - 18:00
- 2009年4月から - 毎月第2日曜 16:30 - 17:00
  - ただし、特別番組があった場合は、放送週・放送時間の変更がある。
  - かつては、毎月最終週の月曜10:55 - 11:25に再放送を行っていた。

## 出演者
- お父さん「江奈滋かっぺい」…伊奈かっぺい
- お母さん「江奈滋しおり」…麻生しおり
- 一人娘「江奈滋かおり」…鈴木萌花（2008年4月から）

かつての「かおり」役
- 亀井薫（当時RABアナウンサー）
- ジョナゴールド（りんご娘）この時のみ、中学生役の設定になっていた（それ以外は成人を過ぎた女子アナにもかかわらず小学生の役であった）。
- 小林あずさ（以下、当時RABアナウンサー）
- 外崎由希子
- 永井まどか（2006年10月 - 2008年3月、劇中では「嘆かわしぃ～。」が口癖だった）

- おばあちゃん「江奈滋ハチ」…黒石八郎
- 迷犬「江奈滋ポチ」…横山ひでき
- コックさん…中村政雄（科学ジャーナリスト、元・読売新聞論説委員）※番組ではエネルギーについての解説を担当
- ご近所さん…リサイクル燃料貯蔵の社員1名が不定期出演
- ウサギ兼ナレーター…野坂真理（ウサギ役は不定期、2007年4月から数ヶ月間は「エナジータイム」というコーナーのキャスター役で登場することがあった）
- 寒立馬…けんずろう（公開録画など不定期で登場する。夫婦関係にある野坂が演じるウサギとセットで登場することが多い）
  - なお、ポチ・ウサギ・寒立馬役の出演者は着ぐるみの格好で登場する。

## その他
- この番組のエンディングテーマは、麻生詩織の『夜明けの仲間たち』である（TBSラジオの番組「いすゞ歌うヘッドライト」のエンディング曲でも有名）。
- 又、公開録画実施時には、スポットCMで告知をしていた。